# Lygodactylus guibei
Lygodactylus guibei este o specie de șopârle din genul Lygodactylus, familia Gekkonidae, descrisă de Pasteur 1965. A fost clasificată de IUCN ca specie cu risc scăzut. Conform Catalogue of Life specia Lygodactylus guibei nu are subspecii cunoscute.